# 加藤信清
加藤 信清（かとう のぶきよ、享保19年（1734年）11月 - 文化7年9月19日（1810年10月17日））、は日本の江戸時代後期に活動した絵師、幕臣。絵のモチーフを描くのに経文を用いた「文字絵」の絵師として知られる。

## 略伝
享保19年（1734年）に牛込門付近で生まれる。姓は藤原、諱は信清、小字は栄蔵（栄叟）、号は遠塵斎、別号に棲霞（栖霞亭）。絵は、狩野玉燕に学んだというが、玉燕が亡くなった時清信は数え10歳であり、やや無理がある。画業は本業ではなく、幕府の役人だったという。ただし、どのような役職についていたかは不明で、初めて文字絵を書いたのは駿府で霊夢を見たのがきっかけだったという逸話から、駿府在番を勤めた書院番士かその同心・与力だったとも推測される。
天明8年（1788年）正月、江戸小日向龍興寺（現在は中野区に移転）の陽国和尚の援助を受け五百羅漢図の制作開始し、これが信清の代表作となる。1幅に10人の羅漢を描いて計50幅とし、制作に専念するため妻子も遠ざけたという。寛政4年（1792年）11月に「釈迦文殊普賢菩薩像」を加えた51幅を完成させ、同寺に寄進した。これらは明治25年（1893年）に散逸したが、未だに龍興寺には信清作品が8点残っている。五百羅漢図制作中の寛政3年（1791年）江戸に来ていた大典顕常と出会い、「慈雲山龍興寺五百羅漢図記」を表している。これによると信清は絵を好んだが、他人と画技を競うのは仏を描き功徳とすることに及ばない。また、画で仏を描くより字で仏を描くほうが功徳が勝っている、と考え文字絵を始めたという。
文化7年（1810年）没、享年77歳。13回忌の文政6年（1813年）清信は父の友人だったという相学者・藤原相栄の撰文で「遠塵斎退筆塚」が芝伊皿子の大円寺に建てられ、同寺が杉並区に移転後も現存する。
現在確認されているのは、20点ほど。いずれも50代以降の晩年の作品で、その殆どが絵文字による道釈人物画である。文字絵の歴史は中国の唐末五代まで遡り、日本では平安時代末の中尊寺の国宝「金光明最勝王経金字宝塔曼荼羅図」が代表作で、室町時代には梵字を用いた良寅筆「梵字書文殊菩薩図」のような作品も現れた。しかし、これらはあくまで輪郭線を文字で表すのに留まっているのに対し、信清は輪郭だけでなく面の部分も淡彩の文字で埋め尽くし、しかも絵画作品として破綻無くまとめており、高い完成度を誇る。

## 作品
| 作品名         | 技法     | 形状・員数 | 寸法（縦x横cm）  | 所有者                                         | 年代                         | 落款                                       | 印章                                                                   | 備考 |
| -------------- | -------- | ---------- | ---------------- | ---------------------------------------------- | ---------------------------- | ------------------------------------------ | ---------------------------------------------------------------------- | --- |
| 五百羅漢図     |          |            | 125.5x57.5       | 龍興寺                                         | 1788-92年（天明8年-寛政4年） | 法華経以一部餘巻謹書遠塵斎                 |                                                                        | 龍興寺にはもう2点五百羅漢図が残っている。 |
| 五百羅漢図     | 紙本著色 | 1幅        | 130.0x57.1       | 板橋区立美術館                                 | 1792年（寛政4年）            | 以法華一部余謹書藤原信清                   | 「藤」朱文壺印・「信清」白文方印                                       | 画面右下に「江府龍興寺什物」白文長方印があることから、元々同寺に収められた五百羅漢図の1図だとわかる。画面中央やや上部、右から二本目の木の上から「妙法蓮華經序品第一…」と書き始めている。                                                                       |
| 五百羅漢図     | 紙本著色 | 1幅        | 130.6x57.4       | 個人                                           | 1792年（寛政4年）            | 法華經一部以余巻謹書栖霞亭                 | 「白金玉川上信清印」朱文方印・「信清印」白文方印・「宿植徳本品」関防印 | 画面左下に「江府龍興禅寺什物」白文長方印があることから、元々同寺に収められた五百羅漢図の1図だとわかる。 |
| 五百羅漢図     | 紙本著色 | 1幅        | 140.3x57.8       | メトロポリタン美術館（旧バーク・コレクション） | 1792年（寛政4年）            |                                            |                                                                        | 図様は、円覚寺所蔵の伝張思恭筆「五百羅漢図」や、東福寺所蔵の伝明兆筆の「五百羅漢図」のうち1幅に倣っている。 |
| 法華観音図     | 紙本著色 | 1幅        | 168.6x92.7       | 相国寺方丈室中                                 | 1793年（寛政5年）            | 以法華一部遠塵齋信清謹書行年六十壽         | 「白金玉川上信清印」朱文方印・「信清印」白文方印                       | 現在知られている中で最大の作品。完成翌年に相国寺に寄進。 |
| 徳川家康像     |          | 1幅        | 62.0x24.5        | 相国寺承天閣美術館                             |                              | 無款記                                     | 無印                                                                   | 現存唯一の非文字作品。箱書きに、小石川伝通院にあった「真影」を毫も違えず加藤栄蔵が書き写したという。 |
| 阿弥陀三尊図   | 絹本著色 | 1幅        | 143.5x70.8       | 高幡不動尊金剛寺                               | 1794年（寛政6年）            | 遠塵齋信清行年六十一壽謹書                 | 「白金玉川上信清印」朱文方印・「信清印」白文方印                       | 日野市指定文化財 |
| 経相白衣観音像 | 紙本著色 | 1幅        | 132.9x55.4       | 月桂寺 (臼杵市)                                | 1796年（寛政8年）            | 大日本武蔵国白金玉川上遠塵齋六十四壽謹書畫 | 「遠塵齋」朱文方印・「信清」白文方印                                   | 大分県指定文化財。相国寺光源院伝来で、維明周奎旧蔵。 |
| 十六羅漢図     |          | 双幅       | 116.4x57.7（各） | 龍興寺                                         | 18世紀後期                   | 東都白金玉川上藤原信清謹書                 |                                                                        | 各幅上部に尊者名。各幅に「香山居士祐阿拝書」。 |
| 白衣観音図     |          |            | 116.4x57.7       | 龍興寺                                         | 18世紀後期                   | 東都白金玉川上藤原信清謹書                 |                                                                        | |
| 蓮舟観音図     | 紙本著色 | 1幅        | 123.8x55.8       | 泉岳寺                                         | 1800年（寛政12年）           | 東都白金玉川上遠塵齋六十七壽謹書畫         |                                                                        | 港区指定文化財。左上に「観音陀羅尼十大願十九經不等／法華経一部又普門二巻加寫」とあり、十句観音経、『法華経』、「観世音菩薩普門品」を用いて描いていることが分かる。裏面に祖禅和尚（伝不詳）による奥書があり、）青龍寺の華陵玄蘂に帰依した信清が喜捨したという。 |
| 弁財天図       |          |            | 96.8x50.8        | 龍興寺                                         | 1800年（寛政12年）           | 東都白金玉川上遠塵齋六十七壽謹書畫         |                                                                        | 上部に「大宇賀神功徳弁財天経／大弁才天女秘密陀羅尼経／護国宇賀神王如意宝珠／陀羅尼経貧転福徳円満／経宇賀神王福陀羅尼」 |
| 出山釈迦図     | 紙本著色 | 1幅        | 125.5x56.8       | 天真寺                                         | 1800年（寛政12年）           | 東都白金玉川上遠塵齋六十七壽謹書畫         | 「遠塵齋」朱文方印・「信清」白文方印                                   | 港区指定文化財。画面左上に「般若理趣分十巻／堂般若心經百余巻／法華壽品三巻／曩莫三曼多没／駄南縛陀羅一千余」、印文未読白文長方印。 |
| 神農図         |          |            | 56.0x24.7        | 個人                                           | 1809年（文化6年）            | 遠塵齋七十録壽謹畫                         | 「栖霞亭」白文方印・「信清」朱文鼎印                                   | 左上に「一以画之」印章、款記「醫方大成論／十四經寫」。肉身部には『医方大成論』、衣や葉には『十四経発揮』が用いられている。 |
| 出山釈迦図     |          |            | 129.0x57.5       | 龍興寺                                         | 制作年不詳                   |                                            |                                                                        | 「般若理趣經文二十五巻數十八萬六千四百二十五字」とあり、18万字以上用いて本図を描いたことがわかる。天真寺本と背景は異なるものの、図様は共通し寸法もほぼ同じ。                                                                                                   |